# Haacht (brasserie)
Pour la commune, voir Haacht.

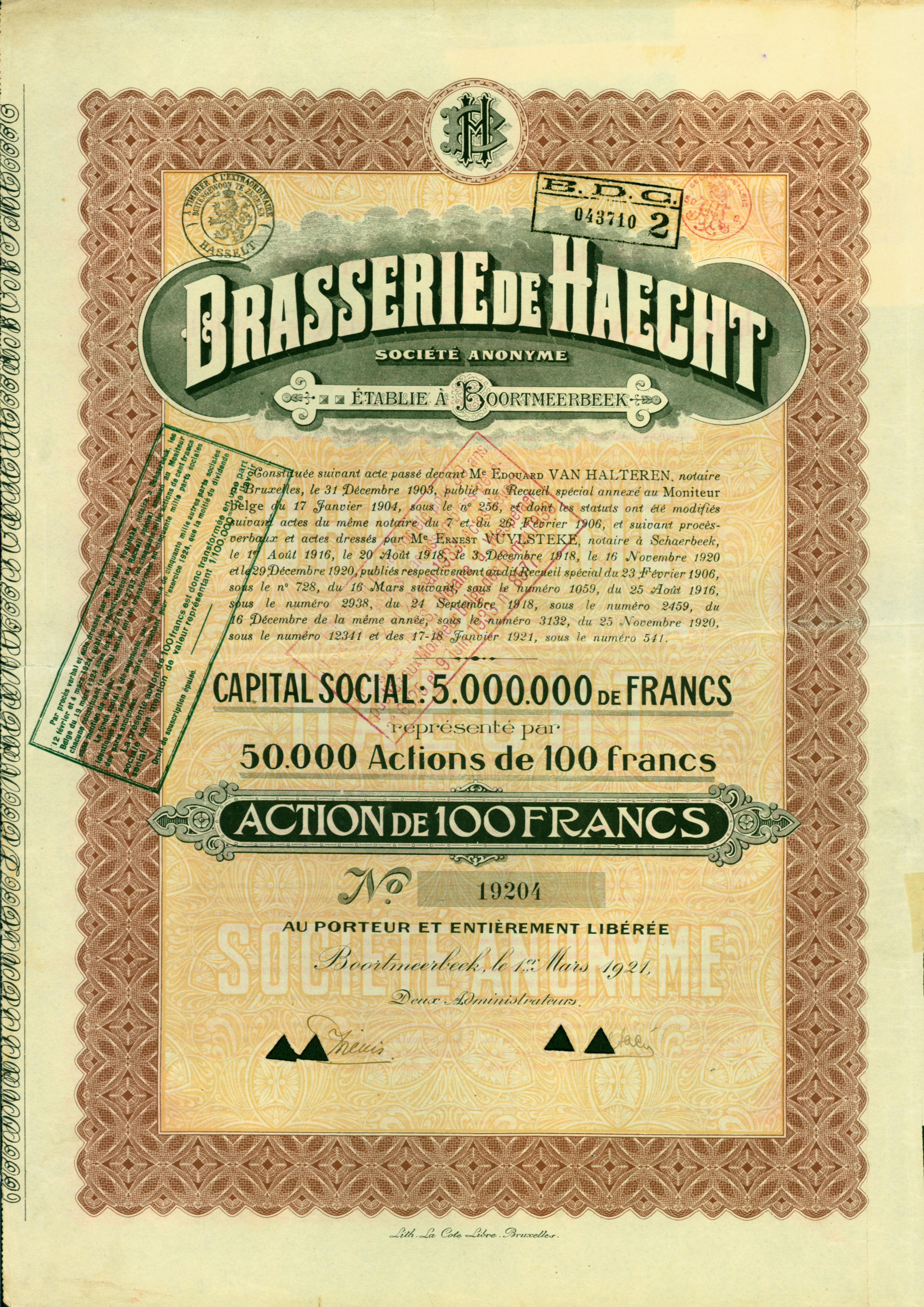
Action de la Brasserie de Haecht en date du 1 mars 1921

La brasserie Haacht est une brasserie belge, située à Boortmeerbeek dans la province du Brabant flamand.
La brasserie naît en 1898 sous le nom de Brasserie et Laiterie de Haecht. En 1967, elle fait l'objet d'un arrêt important de la Cour de Justice européenne, dans l'affaire no 23/67 "SA Brasserie de Haecht c. Consorts Wilkin-Janssen", en matière de concurrence.
La brasserie est une filiale de la Société Commerciale de Brasserie - Brouwerij Handelsmaatschappij dont l'action est cotée à la Bourse de Bruxelles. 
Elle s'est étendue en absorbant ou en rachetant les brasseries suivantes qui, de ce fait, ont disparu :
- Bavaro-Belge (Bruxelles),
- Brasserie de Vivegnis (Liège),
- Brasserie Centrale de Péruwelz,
- Brasserie de Marchienne,
- Brasserie Centrale de Wasmes,
- Grande brasserie Atlas (Anderlecht),
- Brasserie de l'Aigle (Tournai),
- Brouwerij Lust (Courtrai),
- Brasserie de la Bassée (France),
- Brouwerij Tielemans (Aarschot),
- Brasserie Fréteur (Lomme, France),
- Brouwerij Excelsior (Gand),
- Brasserie le Coq Hardi (Lille, France),
- Brouwerij Roberg (Ypres),
- Brouwerij De Gomme (Ruddervoorde),
- Brouwerij Cerkel (Diest),
- Brouwerij 't Hamerken (Bruges),
- Eupener Brauerei (Eupen),
- Bierbrouwerij De Leeuw (Valkenburg, Pays-Bas).

## Les bières

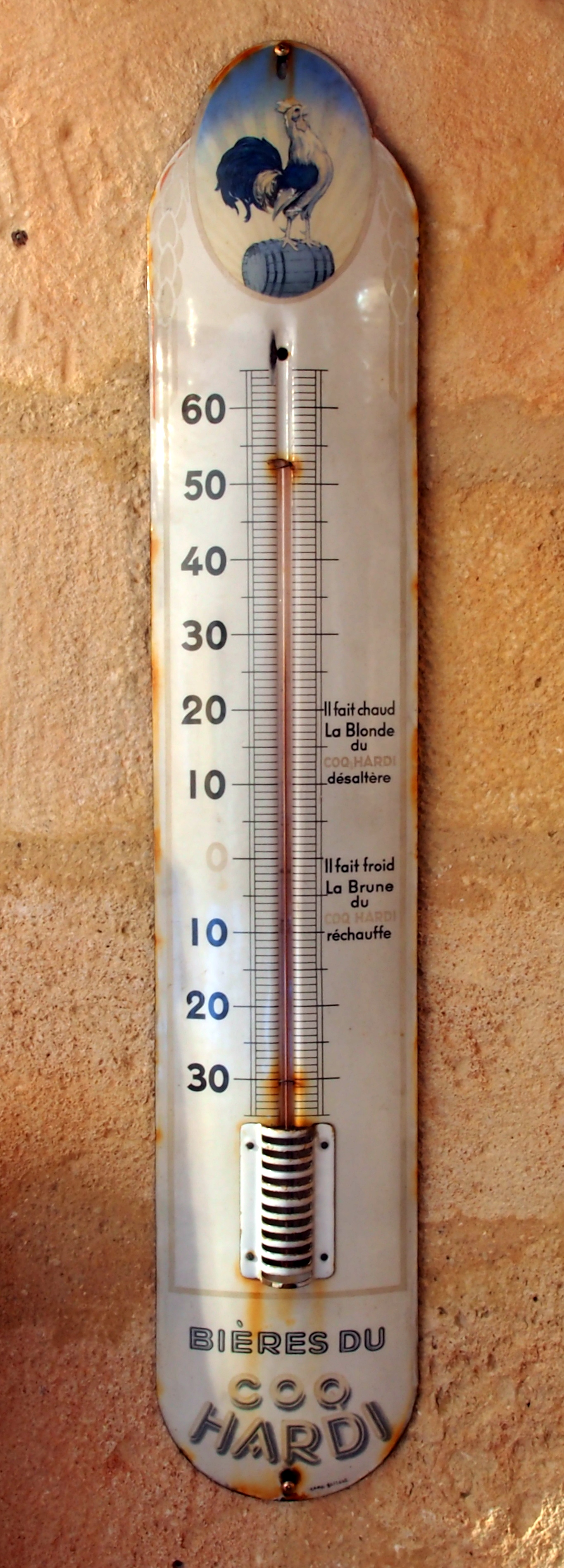
Coq Hardi

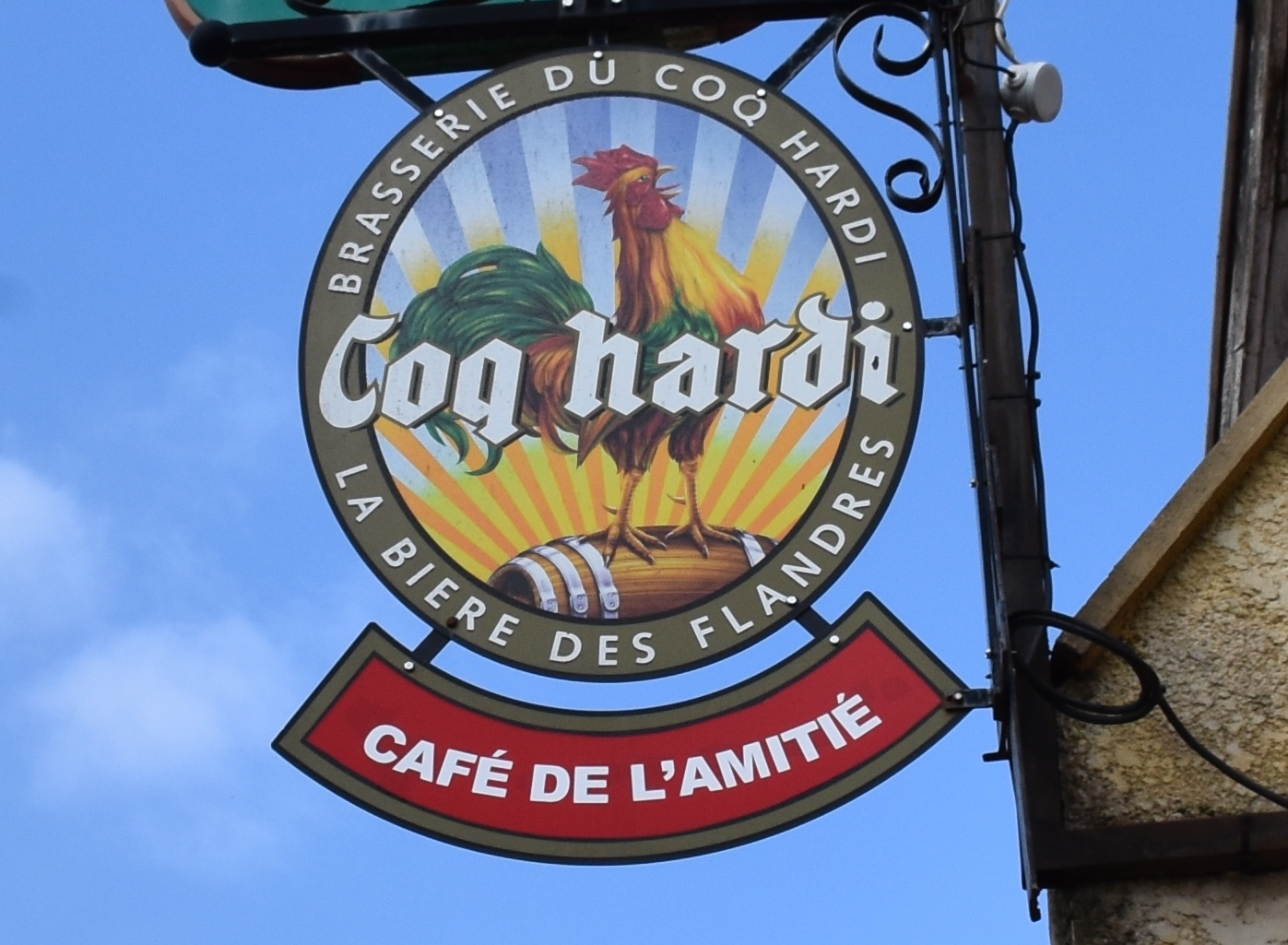
Bière Coq Hardi.

La brasserie produit des bières de fermentation basse :
- des pils :
  - Primus,
  - Adler,
  - Eupener Bier,
  - Coq Hardi,
  - Leeuw Pilsener,
  - Duff,
- des bières de table :
  - Bavaro,
  - Blonde,
  - Maltosa,
- des bières légères :
  - Very Diest,
- des bières sans alcool :
  - Star Blonde.

Elle produit aussi des bières de fermentation haute :
- ses bières d'abbaye reconnues se référant à l'abbaye de Tongerlo :
  - Tongerlo Blonde,
  - Tongerlo Prior,
  - Tongerlo Brune,
  - Tongerlo Christmas,
- des bières fruitées :
  - Mystic Cerises,
  - Mystic Citron Vert,
  - Mystic Cranberry & Framboise,
- des bières spéciales :
  - Charles Quint Rouge Rubis,
  - Charles Quint Blonde Dorée,
  - Ommegang Charles Quint,
- des bières blanches :
  - Blanche Haacht,
  - Valkenburgs Wit
- des bières ambrées :
  - Speciale 1900